# Silversurfer (Band)
Silversurfer ist eine deutschsprachige Rock/Rap Band, die seit 1998 besteht.

## Geschichte
Die Band wurde 1998 in Bad Salzuflen (Lippe) gegründet. Neben ihren Live-Performances und Tourneen durch Deutschland wurden Silversurfer vor allem bekannt durch die erste Jägermeister:Rockliga, wo sie neben 4Lyn den dritten Platz erreichten. Außerdem zeichnen sich Silversurfer für diverse Rock-Remixe für Glashaus und Sabrina Setlur aus.
Silversurfer spielen einen Mix aus Rock, Rap und elektronischen Samples.
Die Band veröffentlichte 2005 nach diversen limitierten Veröffentlichungen ihr erstes Album Hart nach vorn in Deutschland, Österreich, der Schweiz, Spanien und Japan.
Bereits im Herbst 2007 erschien ein erster neuer Titel namens Nichts zu verlieren zum Film Fantastic Four: Rise of the Silver Surfer online exklusiv. In diesem setzte sich die Band musikalisch und textlich mit ihrem Namensgeber, der Marvel Comicfigur, auseinander. Die Online Single erschien über das Münsteraner Label Duck Dive Music.
Von Oktober 2009 bis Mai 2012 hatte Birger Puls (Gesang) die Band verlassen.
2010 erstellte Sänger Akeem (Axel Bessler) einen Remix zur Linkin Park Single The Catalyst. Eine selbstgeschnittene Musikvideo-Collage aus Live-Clips von Linkin Park, das er aus Spaß zum Remix schnitt, erreichte nach kurzer Zeit über 100.000 Klicks auf Youtube. Angeblich wird seit Herbst 2011 wieder an neuen Liedern gearbeitet.
Am 3. Mai 2012 verstarb Sänger Akeem (Axel Bessler). Laut Facebook ist Birger Puls wieder zur Band zurückgekehrt und arbeitet an einer Veröffentlichung des alten Materials.

## Diskografie
- 2001: Boombastisch (Single, Caipirinha Records/Nuclear Blast)
- 2005: Hart nach vorn (Album, Locomotive Records)
- 2007: Nichts zu verlieren (Online-Single, Burn Records/Duck Dive Music - finetunes)

Remixe
- 2002: Land in Sicht (Glashaus Remix) (3p Pelham Power Productions)
- 2004: Ich bin so (Sabrina Setlur Remix) (3p Pelham Power Productions)
- 2004: Die Welt steht still (Protective Rock and Ride) (Rodeostar/Edel)
- 2004: Mein Herz (Sabrina Setlur Remix) (Online-Single, 3p Pelham Power Productions)
- 2010: The Catalyst (Linkin Park Remix) (Contest-Entry, nicht veröffentlicht)

## Videos
- 2001: Boombastisch (Regie: Uwe Hesse)
- 2003: Land in Sicht Silversurfer Remix (Schwarzweiß-Version des Original Videos, Regie: Katja Kuhl)
- 2005: Hart nach vorn (Regie: Boris Kantzow, Kai Kullack)
- 2007: Nichts zu verlieren (Kinotrailer Fantastic Four: Rise of the Silver Surfer, Constantin Film)
- 2010: The Catalyst (Linkin Park Remixvideo) (Contest-Entry, Cut by Akeem)